# Raorchestes malipoensis
Raorchestes napoensis — вид жаб з родини веслоногих (Rhacophoridae). Описаний у 2023 році.

## Назва
Видова назва malipoensis вказує на типове місцезнаходження — повіт Маліпо.

## Поширення
Ендемік Китаю. Представники виду знайдено в окрузі Маліпо у провінції Юньнань на півдні країни.

## Опис
Невелика жаба (самці SVL 14,6–17,7 мм, n = 7; самиці SVL 18,3–19,3 мм, n = 4); голова ширша за довжину; барабанна порожнина мала, чітка надбарабанна складка; кінчики всіх пальців рук і ніг жовті; райдужка золотисто-коричнева.